# Suzanne Vega
Suzanne Nadine Vega (Santa Monica (Californië), 11 juli 1959) is een Amerikaanse zangeres en songwriter.

## Biografie
Toen ze twee jaar oud was, verhuisde ze samen met haar moeder en stiefvader naar New York, waar ze in een 'achterstandsbuurt' kwam te wonen. Ze was negen toen ze haar eerste gedichten maakte, op haar elfde leerde ze gitaar spelen en  haar eerste liedje schreef ze toen ze veertien was. Ze ging naar de New Yorkse High School for the Performing Arts (bekend van de film en musical Fame), waar ze moderne dans studeerde. Toen Suzanne de overstap maakte naar Columbia University om daar Engelse literatuur te studeren, ging ze optreden in kleine clubs in Greenwich Village. Dat resulteerde, na weigering door enkele platenfirma's die geen commercieel succes in haar zagen, in 1984 in een platencontract.
Vega's eerste album Suzanne Vega kwam in 1985 uit en werd positief ontvangen. Het nummer Marlene on the Wall werd een hit in de Verenigde Staten en The Queen and the Soldier een favoriet onder fans.
Haar tweede album Solitude Standing verscheen in 1987 en bevatte de hit Luka. In 1990 verscheen de DNA-remix van Tom's Diner (oorspronkelijk een a-capella-nummer) en dat werd wereldwijd een grote hit (nummer 2 in Nederland). Ook het lied Left of Center (met Joe Jackson) werd een radiohit.
In 1990 bracht ze haar derde album Days of Open Hand uit. Dit album volgde een experimentelere koers dan de voorgangers. Vega werd op dit album door een aantal bekende musici bijgestaan zoals John Linnell (They Might Be Giants), de broers Anton en Erik Sanko, Percy Jones en Philip Glass.
In de periode 1991-2001 bracht Suzanne Vega nog drie albums uit met een grote variatie aan muziekstijlen. Ze laat haar muziek als "alterna-folk" omschrijven.
In 1998 was Vega te zien in de documentaire Rock and Roll Heart over Lou Reed. Rond de millenniumwisseling toerde ze weer regelmatig in Europa. Zo verscheen ze drie jaar achter elkaar op Rock Werchter (in 1999, 2000 en 2001) en in Paradiso Amsterdam. 
In 2006 verliet ze na 22 jaar haar platenmaatschappij A&M Records om te tekenen bij het gerenommeerde Blue Note Records. In 2007 verscheen op dat label haar zevende album Beauty & Crime, met Frank & Ava als eerste single. Dit nummer verhaalt over de liefdesrelatie tussen Frank Sinatra en Ava Gardner. Op enkele andere nummers zingt KT Tunstall de achtergrondvocalen. 
In 2008 werkten Vega en andere bekende artiesten uit de Verenigde Staten, het Verenigd Koninkrijk, Canada en Zuid-Afrika aan het album Songs for Tibet, een steunbetuiging aan Tibet en dalai lama Tenzin Gyatso. Songs for Tibet verscheen tegelijkertijd met de Olympische Zomerspelen 2008 in de Volksrepubliek China waarvan de opening op 8 augustus plaatsvond; het album werd op 5 augustus uitgebracht via iTunes en vanaf 12 augustus via muziekwinkels overal ter wereld. 
In 2018 en 2019 nam Vega de rol van de verteller op zich tijdens een serie uitvoeringen van de minimalistische opera Einstein on the Beach van Philip Glass en Robert Wilson. De muzikale uitvoering was van Ictus, Collegium Vocale Gent en dirigenten Georges-Elie Octors en Tom De Cock. Uitvoeringen van deze opera vonden plaats in Concertgebouw Brugge, Theater und Philharmonie Essen, De Doelen in Rotterdam, Muziekgebouw Eindhoven, De Oosterpoort in Groningen, Teatro Arriaga Antzokia in Bilbao, Palau de la Musica in Barcelona, deSingel in Antwerpen en TivoliVredenburg in Utrecht.
Het live-album An Evening of New York Songs and Stories verscheen in september 2020. Het werd opgenomen in de New Yorkse bar Café Carlyle en elke song houdt verband met New York.
In de zomer van 2022 volgde een door corona uitgestelde tournee. In Nederland en België stond ze dat jaar op het podium van TivoliVredenburg in Utrecht,  Muziekgebouw Eindhoven, de Waalse Kerk in Amsterdam en het openluchttheater Zuiderpark in Den Haag, en Het Depot in Leuven.
In 2023 gaat zij op tournee door de Verenigde Staten, het Verenigd Koninkrijk en de rest van Europa. In maart trad ze, begeleid door gitarist Gerry Leonard, op in Rotterdam in de Arminiuskerk en driemaal in De Roma in Antwerpen.

## Persoonlijk leven
Suzanne Vega was getrouwd met producer Mitchell Froom en heeft met hem een dochter. In 2006 trouwde Suzanne voor de tweede maal, nu met advocaat en dichter Paul Mills. Ze had begin jaren tachtig eerder een relatie met hem.

## Trivia
- Begin jaren negentig werden door het Fraunhofer Instituut eerste praktijktesten uitgevoerd voor de MP3-audiocompressiestandaard met de a-capella-versie van het nummer Tom's Diner van Suzanne Vega. Karlheinz Brandenburg, een van de grondleggers, hoorde het nummer toevallig en vond het meteen een geschikte uitdaging voor een audiocompressietest. Tom's Diner, een nummer over een klein restaurant in New York, werd daarmee het eerste nummer ter wereld in MP3-indeling. Sindsdien geldt Suzanne Vega als "moeder van mp3" ("mother of mp3").[10]

## Discografie

### Albums
- 1985: Suzanne Vega
- 1987: Solitude Standing
- 1990: Days of Open Hand
- 1992: 99.9F°
- 1996: Nine Objects of Desire
- 1999: Tried & True: The Best of Suzanne Vega (verzamelalbum)
- 2001: Songs in Red and Gray
- 2003: Retrospective: The Best of Suzanne Vega (verzamelalbum)
- 2007: Beauty & Crime
- 2010: Close-Up Vol.1, Love Songs
- 2010: Close-Up Vol.2, People & Places
- 2011: Close-Up Vol.3, States of Being
- 2012: Close-Up Vol.4, Songs of Family
- 2013: Solitude Standing: Live at the Barbican
- 2014: Tales from the Realm of the Queen of Pentacles
- 2016: Lover, Beloved: Songs from an Evening with Carson McCullers
- 2020: An Evening of New York Songs and Stories
- 2025: Flying with Angels

### Singles
- 1985: Marlene on the Wall
- 1985: Small Blue Thing
- 1985: Knight Moves
- 1985: Left of Center (met Joe Jackson)
- 1986: Gypsy
- 1986: The Queen and the Soldier
- 1987: Luka
- 1987: Solitude Standing
- 1988: Tom's Diner
- 1990: Book of Dreams
- 1990: Tired of Sleeping
- 1990: Men in War
- 1990: Tom's Diner (DNA-remix, Veronica Alarmschijf Radio 3)
- 1991: Rusted Pipe (DNA-remix)
- 1992: In Liverpool
- 1992: 99.9F°
- 1992: Blood Makes Noise
- 1993: When Heroes Go Down
- 1996: No Cheap Thrill
- 1996: Caramel
- 1997: World before Columbus
- 1998: Book & A Cover
- 1999: Rosemary (Remember Me)
- 2001: Last Year's Troubles
- 2001: Penitent
- 2002: (I'll Never Be Your) Maggie May
- 2007: Frank & Ava
- 2007: Ludlow Street

### NPO Radio 2 Top 2000
| Nummer met noteringen in de NPO Radio 2 Top 2000 | '99 | '00 | '01 | '02  | '03  | '04  | '05  | '06  | '07  | '08  | '09  | '10  | '11  | '12  | '13  | '14  | '15  | '16  | '17  | '18  | '19  | '20  | '21  | '22  | '23  | '24  |
| ------------------------------------------------ | --- | --- | --- | ---- | ---- | ---- | ---- | ---- | ---- | ---- | ---- | ---- | ---- | ---- | ---- | ---- | ---- | ---- | ---- | ---- | ---- | ---- | ---- | ---- | ---- | ---- |
| Luka                                             | 727 | -   | 967 | 1177 | 1109 | 1192 | 1301 | 1406 | 1359 | 1300 | 1684 | 1454 | 1447 | 1402 | 1449 | 1446 | 1853 | 1984 | 1961 | 1746 | 1482 | 1574 | 1668 | 1594 | 1830 | 1672 |

1. ↑  Een '-' betekent dat het nummer niet was genoteerd en een vetgedrukt getal geeft de hoogste notering aan.